# Simone Pinzani
Simone Pinzani (* 11. April 1972 in Cividale del Friuli, Udine, Italien) ist ein italienischer Nordischer Kombinierer. 

## Werdegang
Pinzani, der für den G.S. Forestale startete, gab sein internationales Debüt zur Saison 1991/92 im B-Weltcup der Nordischen Kombination. In seiner ersten Saison erreichte er insgesamt einen Punkt und damit Rang 51 der Gesamtwertung. In der Saison 1992/93 konnte er im B-Weltcup keine Punkte gewinnen, erhielt aber trotzdem einen Startplatz in der Mannschaft für die Nordische Skiweltmeisterschaft 1993 im schwedischen Falun. Dabei startete er gemeinsam mit Andrea Cecon und Andrea Longo im Teamwettbewerb und wurde am Ende Sechster. Im Einzel trat er nicht an. Am 5. März 1993 trat Pinzani in Lahti zu seinem ersten und einzigen Weltcup an und erreichte als 13. insgesamt drei Punkte, womit er sich auf Rang 33 der Gesamtwertung platzieren konnte. Bei den Italienischen Meisterschaften 1993 wurde Pinzani hinter Paolo Bernardi und Andrea Cecon Dritter und gewann somit Bronze.
In der Saison 1993/94 wechselte Pinzani wieder in den B-Weltcup. Obwohl er erneut ohne Erfolge blieb, erreichte er 1994 mit der italienischen Herren-Nationalmannschaft bei den Olympischen Winterspielen in Lillehammer den 11. Platz im Teamwettbewerb, bevor er im Einzel 49. wurde. Bei den Italienischen Meisterschaften 1997 gewann er nach zweimal Bronze 1995 und 1996 hinter Andrea Longo die Silbermedaille.
Seine letzte internationale Saison im B-Weltcup bestritt er 1998/99. Dabei erreichte er mit Rang 40 der Gesamtwertung das beste Resultat seiner Karriere. Kurz darauf gewann er bei den Italienischen Meisterschaften 1999 noch einmal Bronze.
Bei den Italienischen Meisterschaften der Nordischen Kombination 2004 belegte Pinzani den fünften Platz.

## Erfolge

### Weltcup-Platzierungen
| Saison  | Platz | Punkte |
| ------- | ----- | ------ |
| 1992/93 | 33.   | 03     |

### B-Weltcup-Platzierungen
| Saison  | Platz | Punkte |
| ------- | ----- | ------ |
| 1991/92 | 51.   | 01     |
| 1994/95 | 71.   | 06     |
| 1995/96 | 58.   | 11     |
| 1996/97 | 51.   | 17     |
| 1998/99 | 40.   | 47     |

### Weltcup-Statistik
Die Tabelle zeigt die erreichten Platzierungen im Einzelnen.
- Platz 1.–3.: Anzahl der Podiumsplatzierungen
- Top 10: Anzahl der Platzierungen unter den ersten zehn
- Punkteränge: Anzahl der Platzierungen innerhalb der Punkteränge
- Starts: Anzahl gelaufener Rennen in der jeweiligen Disziplin

| Platzierung         | Einzel a | Sprint | Massenstart | Team   | Team    | Gesamt |
| Platzierung         | Einzel a | Sprint | Massenstart | Sprint | Staffel | Gesamt |
| ------------------- | -------- | ------ | ----------- | ------ | ------- | ------ |
| 1. Platz            |          |        |             |        |         |        |
| 2. Platz            |          |        |             |        |         |        |
| 3. Platz            |          |        |             |        |         |        |
| Top 10              |          |        |             |        |         |        |
| Punkteränge         | 1        |        |             |        |         | 1      |
| Starts              | 1        |        |             |        |         | 1      |
| Stand: Karriereende |          |        |             |        |         |        |